# هیدرید تالیم
هیدرید تالیم (به انگلیسی: Thallium hydride) با فرمول شیمیایی TlH

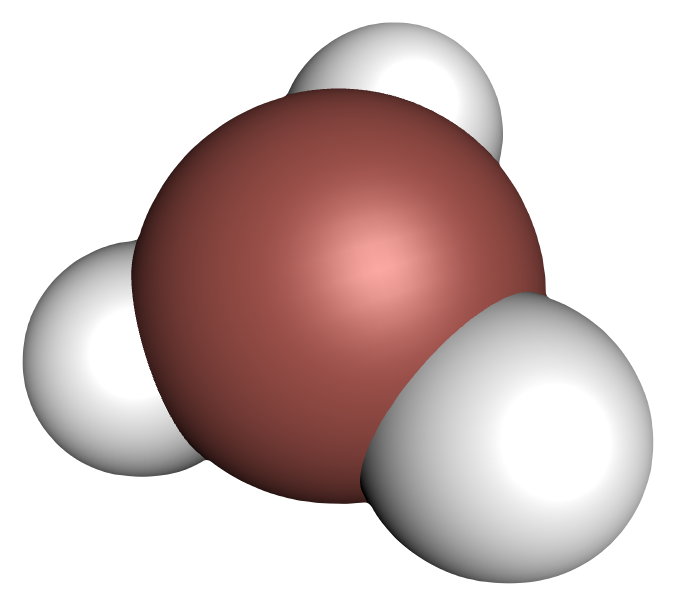
مدل فضا پر کن هیدرید تالیم

۳ یک ترکیب شیمیایی با شناسه پاب‌کم ۱۳۹۶۶۲ است. که جرم مولی آن ۲۰۷٫۴۰۷۱ g/mol می‌باشد. 